# Precious Collection 1995-2002
Albums de MAX
Emotional History
(2001) Jewel of Jewels
(2006)
Remix par MAX
Maximum Trance
(2002)
Singles
1. Perfect Love
Sortie : 16 mai 2001
2. Moonlight
Sortie : 27 septembre 2001
3. Feel So Right
Sortie : 5 décembre 2001
4. Spring Rain (chanson du groupe MAX)
Sortie : 20 février 2002

Precious Collection 1995-2002 (titré en capitales : PRECIOUS COLLECTION etc.) est le deuxième album compilation du groupe MAX (son septième album en tout) ; c'est un double album contenant tous les singles du groupe parus de 1995 à 2002.

## Présentation
L'album sort le 20 mars 2002 au Japon sur le label Avex Trax, un an après le précédent album du groupe, Emotional History. Il atteint la 10e place du classement des ventes de l'Oricon, et reste classé pendant cinq semaines. C'est alors l'album le moins vendu du groupe. Il sera ré-édité au format DVD-Audio le 28 janvier 2004.
L'album compile sur deux CD les chansons-titres des 23 singles du groupe parus jusque-là. Celles des quatre derniers singles sortis au cours des dix mois précédents, Perfect Love, Moonlight, Feel So Right et Spring Rain (chanson du groupe MAX), étaient jusqu'alors inédites en album et ne figureront que cette compilation ; une version remixée de cette dernière chanson figure en bonus à la fin du deuxième CD sur les premières éditions de l'album. Douze de ces titres étaient déjà parus sur la première compilation du groupe, Maximum Collection sortie deux ans et demi auparavant.
Il était prévu que le groupe enregistre un nouvel album original en 2002, mais le départ de Mina, l'une des chanteuses principales, enceinte, a fait annuler le projet, et c'est cette compilation qui sort à la place. En dehors de l'album de remix Maximum Trance qui sortira cinq mois plus tard, le groupe ne sortira pas d'autre album pendant quatre ans, jusqu'à Jewel of Jewels en 2006 avec la remplaçante de Mina.
Seize des chansons présentes figureront à nouveau sur la compilation similaire Complete Best qui sortira huit ans plus tard en 2010.

## Liste des titres
(Pour les crédits et détails des titres, voir les articles de leurs disques d'origine)
| CD1   | CD1                                                                     | CD1                                        | CD1   | CD1 | CD1 | CD1 | CD1 | CD1 | CD1 |
| No    | Titre                                                                   | Origine                                    | Durée |     |     |     |     |     |     |
| ----- | ----------------------------------------------------------------------- | ------------------------------------------ | ----- | --- | --- | --- | --- | --- | --- |
| 1.    | Koisuru Velfarre Dance ~Saturday Night~ (恋するヴェルファーレダンス...) | 1er single / de l'album Maximum            | 4:54  |     |     |     |     |     |     |
| 2.    | Kiss Me Kiss Me, Baby (Kiss me Kiss me, Baby)                           | 2e single / de l'album Maximum             | 3:20  |     |     |     |     |     |     |
| 3.    | Tora Tora Tora (TORA TORA TORA)                                         | 3e single / de l'album Maximum             | 3:44  |     |     |     |     |     |     |
| 4.    | Seventies                                                               | 4e single / de l'album Maximum             | 3:45  |     |     |     |     |     |     |
| 5.    | Get My Love! (GET MY LOVE!)                                             | 5e single / de l'album Maximum             | 3:41  |     |     |     |     |     |     |
| 6.    | Give Me a Shake (Give me a Shake)                                       | 6e single / de l'album Maximum II          | 5:27  |     |     |     |     |     |     |
| 7.    | Love Is Dreaming (Love is Dreaming)                                     | 7e single / de l'album Maximum II          | 4:47  |     |     |     |     |     |     |
| 8.    | Shinin' On - Shinin' Love (Shinin' on - Shinin' love)                   | 8e single / de l'album Maximum II          | 4:36  |     |     |     |     |     |     |
| 9.    | Hikari no Veil (閃光-ひかり-のVEIL)                                     | 9e single / de l'album Maximum Groove      | 4:59  |     |     |     |     |     |     |
| 10.   | Ride on Time (Ride on time)                                             | 10e single / de l'album Maximum Groove     | 4:25  |     |     |     |     |     |     |
| 11.   | Grace of My Heart (Grace of my heart)                                   | 11e single / de l'album Maximum Groove     | 5:21  |     |     |     |     |     |     |
| 12.   | Love Impact (Love impact)                                               | 12e single / de l'album Maximum Collection | 3:31  |     |     |     |     |     |     |
| 52:28 |                                                                         |                                            |       |     |     |     |     |     |     |

| CD2   | CD2                                                          | CD2                                        | CD2   | CD2 | CD2 | CD2 | CD2 | CD2 | CD2 |
| No    | Titre                                                        | Origine                                    | Durée |     |     |     |     |     |     |
| ----- | ------------------------------------------------------------ | ------------------------------------------ | ----- | --- | --- | --- | --- | --- | --- |
| 1.    | Ano Natsu e to (あの夏へと)                                  | 13e single / de l'album Maximum Collection | 4:34  |     |     |     |     |     |     |
| 2.    | Ginga no Chikai (銀河の誓い)                                 | 14e single / de l'album Maximum Collection | 4:59  |     |     |     |     |     |     |
| 3.    | Issho ni... (一緒に...)                                      | 15e single / de l'album Emotional History  | 5:16  |     |     |     |     |     |     |
| 4.    | Never Gonna Stop It (Never gonna stop it)                    | 16e single / de l'album Emotional History  | 4:42  |     |     |     |     |     |     |
| 5.    | Magic (MAGIC)                                                | 17e single / de l'album Emotional History  | 3:46  |     |     |     |     |     |     |
| 6.    | Barairo no Hibi (バラ色の日々) (reprise de Larger Than Life) | 18e single / de l'album Emotional History  | 3:54  |     |     |     |     |     |     |
| 7.    | Always Love (always love)                                    | 19e single / de l'album Emotional History  | 4:34  |     |     |     |     |     |     |
| 8.    | Perfect Love                                                 | 20e single / inédit en album               | 4:36  |     |     |     |     |     |     |
| 9.    | Moonlight (moonlight)                                        | 21e single / inédit en album               | 4:59  |     |     |     |     |     |     |
| 10.   | Feel So Right (Feel so right)                                | 22e single / inédit en album               | 4:25  |     |     |     |     |     |     |
| 11.   | Spring Rain (chanson du groupe MAX) (Spring rain)            | 23e single / inédit en album               | 4:58  |     |     |     |     |     |     |
| 48:52 |                                                              |                                            |       |     |     |     |     |     |     |

| Piste bonus du CD2 sur les premières éditions | Piste bonus du CD2 sur les premières éditions | Piste bonus du CD2 sur les premières éditions | Piste bonus du CD2 sur les premières éditions | Piste bonus du CD2 sur les premières éditions | Piste bonus du CD2 sur les premières éditions | Piste bonus du CD2 sur les premières éditions | Piste bonus du CD2 sur les premières éditions | Piste bonus du CD2 sur les premières éditions | Piste bonus du CD2 sur les premières éditions |
| No                                            | Titre                                         | Origine                                       | Durée                                         |                                               |                                               |                                               |                                               |                                               |                                               |
| --------------------------------------------- | --------------------------------------------- | --------------------------------------------- | --------------------------------------------- | --------------------------------------------- | --------------------------------------------- | --------------------------------------------- | --------------------------------------------- | --------------------------------------------- | --------------------------------------------- |
| 12.                                           | Spring Rain (M.H.JS Mix) (Spring rain ...)    | Remix du 23e single, par Masato Hirate        | 4:40                                          |                                               |                                               |                                               |                                               |                                               |                                               |
| 53:31                                         |                                               |                                               |                                               |                                               |                                               |                                               |                                               |                                               |                                               |

| DVD audio | DVD audio                                                               | DVD audio                                  | DVD audio | DVD audio | DVD audio | DVD audio | DVD audio | DVD audio | DVD audio |
| No        | Titre                                                                   | Origine                                    | Durée     |           |           |           |           |           |           |
| --------- | ----------------------------------------------------------------------- | ------------------------------------------ | --------- | --------- | --------- | --------- | --------- | --------- | --------- |
| 1.        | Koisuru Velfarre Dance ~Saturday Night~ (恋するヴェルファーレダンス...) | 1er single / de l'album Maximum            | 4:54      |           |           |           |           |           |           |
| 2.        | Kiss Me Kiss Me, Baby (Kiss me Kiss me, Baby)                           | 2e single / de l'album Maximum             | 3:20      |           |           |           |           |           |           |
| 3.        | Tora Tora Tora (TORA TORA TORA)                                         | 3e single / de l'album Maximum             | 3:44      |           |           |           |           |           |           |
| 4.        | Seventies                                                               | 4e single / de l'album Maximum             | 3:45      |           |           |           |           |           |           |
| 5.        | Get My Love! (GET MY LOVE!)                                             | 5e single / de l'album Maximum             | 3:41      |           |           |           |           |           |           |
| 6.        | Give Me a Shake (Give me a Shake)                                       | 6e single / de l'album Maximum II          | 5:27      |           |           |           |           |           |           |
| 7.        | Love Is Dreaming (Love is Dreaming)                                     | 7e single / de l'album Maximum II          | 4:47      |           |           |           |           |           |           |
| 8.        | Shinin' On - Shinin' Love (Shinin' on - Shinin' love)                   | 8e single / de l'album Maximum II          | 4:36      |           |           |           |           |           |           |
| 9.        | Hikari no Veil (閃光-ひかり-のVEIL)                                     | 9e single / de l'album Maximum Groove      | 4:59      |           |           |           |           |           |           |
| 10.       | Ride on Time (Ride on time)                                             | 10e single / de l'album Maximum Groove     | 4:25      |           |           |           |           |           |           |
| 11.       | Grace of My Heart (Grace of my heart)                                   | 11e single / de l'album Maximum Groove     | 5:21      |           |           |           |           |           |           |
| 12.       | Love Impact (Love impact)                                               | 12e single / de l'album Maximum Collection | 3:31      |           |           |           |           |           |           |
| 13.       | Ano Natsu e to (あの夏へと)                                             | 13e single / de l'album Maximum Collection | 4:34      |           |           |           |           |           |           |
| 14.       | Ginga no Chikai (銀河の誓い)                                            | 14e single / de l'album Maximum Collection | 4:59      |           |           |           |           |           |           |
| 15.       | Issho ni... (一緒に...)                                                 | 15e single / de l'album Emotional History  | 5:16      |           |           |           |           |           |           |
| 16.       | Never Gonna Stop It (Never gonna stop it)                               | 16e single / de l'album Emotional History  | 4:42      |           |           |           |           |           |           |
| 17.       | Magic (MAGIC)                                                           | 17e single / de l'album Emotional History  | 3:46      |           |           |           |           |           |           |
| 18.       | Barairo no Hibi (バラ色の日々) (reprise de Larger Than Life)            | 18e single / de l'album Emotional History  | 3:54      |           |           |           |           |           |           |
| 19.       | Always Love (always love)                                               | 19e single / de l'album Emotional History  | 4:34      |           |           |           |           |           |           |
| 20.       | Perfect Love                                                            | 20e single / inédit en album               | 4:36      |           |           |           |           |           |           |
| 21.       | Moonlight (moonlight)                                                   | 21e single / inédit en album               | 4:59      |           |           |           |           |           |           |
| 22.       | Feel So Right (Feel so right)                                           | 22e single / inédit en album               | 4:25      |           |           |           |           |           |           |
| 23.       | Spring Rain (chanson du groupe MAX) (Spring rain)                       | 23e single / inédit en album               | 4:58      |           |           |           |           |           |           |
| 1:41:20   |                                                                         |                                            |           |           |           |           |           |           |           |

## Complete Best
Albums de MAX
New Edition (...)
(2008) Be Max
(2010)
Complete Best est une compilation CD de titres du groupe MAX, sortie en 2010 dans la série de compilations à prix réduits d'artistes d'Avex Trax intitulée Avex Archives - Complete Best. Elle ne fait donc pas partie de sa discographie officielle. Y figurent à peu près dans l'ordre chronologique les chansons-titre de seize des dix-huit premiers singles du groupe, parus de 1996 à 2000, excluant les deux premiers. Tous ces titres figuraient sur la compilation officielle Precious Collection sortie huit ans auparavant.
| 1.  | Tora Tora Tora (TORA TORA TORA)                   | 3e single  | 3:44 |
| 2.  | Seventies                                         | 4e single  | 3:45 |
| 3.  | Get My Love! (GET MY LOVE!)                       | 5e single  | 3:41 |
| 4.  | Give Me a Shake (Give me a Shake)                 | 6e single  | 5:27 |
| 5.  | Love Is Dreaming (Love is Dreaming)               | 7e single  | 4:47 |
| 6.  | Shinin' On - Shinin' Love (Shinin'on-Shinin'love) | 8e single  | 4:36 |
| 7.  | Hikari no Veil (閃光-ひかり-のVEIL)               | 9e single  | 4:59 |
| 8.  | Ride on Time (Ride on time)                       | 10e single | 4:25 |
| 9.  | Grace of My Heart (Grace of my heart)             | 11e single | 5:21 |
| 10. | Love Impact (Love impact)                         | 12e single | 3:31 |
| 11. | Ginga no Chikai (銀河の誓い)                      | 14e single | 4:59 |
| 12. | Issho ni... (一緒に...)                           | 15e single | 5:16 |
| 13. | Never Gonna Stop It (Never gonna stop it)         | 16e single | 4:42 |
| 14. | Magic (MAGIC)                                     | 17e single | 3:46 |
| 15. | Ano Natsu e to (あの夏へと)                       | 13e single | 4:34 |
| 16. | Barairo no Hibi (バラ色の日々)                    | 18e single | 3:54 |